# Europapokal der Landesmeister (Handball) der Frauen 1979/80
Der Europapokal der Landesmeister 1979/80 war die 19. Austragung des Wettbewerbs, bei der RK Radnički Belgrad zum zweiten Mal nach 1976 den Pokal gewinnen konnte. Mannschaften aus der Sowjetunion, der DDR, Polen und Ungarn nahmen am Wettbewerb, auf Grund der Olympischen Spiele 1980 in Moskau nicht teil.

## Vorrunde
|                  | Gesamt  |                                 | Hinspiel | Rückspiel |
| ---------------- | ------- | ------------------------------- | -------- | --------- |
| Neistin Tórshavn | 15:31   | Fram Reykjavík                  | 06:13    | 09:18     |
| SSV Forst Brixen | ?:?     | HC Bascharage                   | ?:?      | 17:14     |
| Graphite Eagles  | [ V 1 ] | Uilenspiegel Borgerhout         |          |           |
| Hapoel Aschdod   | 05:53   | Hypobank City-Center St. Pölten | 02:26    | 03:27     |

1. ↑   Graphite Eagles kam kampflos weiter

Troyes OS, RK Radnički Belgrad, CS Știința Bacău, Svendborg HK, Íber Valencia, TSV Bayer 04 Leverkusen, TJ Inter Slovnaft Bratislava, Mora Swift Roermond, VIF G. Dimitrow Sofia, Skogn IL und Stockholmspolisens IF hatten ein Freilos und stiegen damit direkt in das Achtelfinale ein.

## Achtelfinale
|                                 | Gesamt  |                       | Hinspiel | Rückspiel |
| ------------------------------- | ------- | --------------------- | -------- | --------- |
| SSV Forst Brixen                | 23:45   | Troyes OS             | 11:23    | 12:22     |
| RK Radnički Belgrad             | 37:32   | CS Știința Bacău      | 19:13    | 18:19     |
| Svendborg HK                    | 32:23   | Íber Valencia         | 21:90    | 11:14     |
| TSV Bayer 04 Leverkusen         | [ A 1 ] | Fram Reykjavík        |          |           |
| TJ Inter Slovnaft Bratislava    | 61:80   | Graphite Eagles       | 35:40    | 26:40     |
| Mora Swift Roermond             | 25:28   | VIF G. Dimitrow Sofia | 17:90    | 08:19     |
| Hypobank City-Center St. Pölten | 33:22   | Skogn IL              | 21:80    | 12:14     |

1. ↑   TSV Bayer 04 Leverkusen kam kampflos weiter

Durch ein Freilos zog Stockholmspolisens IF direkt in das Viertelfinale ein.

## Viertelfinale
|                              | Gesamt |                                 | Hinspiel | Rückspiel |
| ---------------------------- | ------ | ------------------------------- | -------- | --------- |
| VIF G. Dimitrow Sofia        | 35:25  | Hypobank City-Center St. Pölten | 22:13    | 13:12     |
| TSV Bayer 04 Leverkusen      | 30:45  | RK Radnički Belgrad             | 18:23    | 12:22     |
| Troyes OS                    | 32:43  | Stockholmspolisens IF           | 17:16    | 15:27     |
| TJ Inter Slovnaft Bratislava | 44:26  | Svendborg HK                    | 26:13    | 18:13     |

## Halbfinale
|                              | Gesamt |                       | Hinspiel | Rückspiel |
| ---------------------------- | ------ | --------------------- | -------- | --------- |
| RK Radnički Belgrad          | 40:33  | Stockholmspolisens IF | 22:15    | 18:18     |
| TJ Inter Slovnaft Bratislava | 37:31  | VIF G. Dimitrow Sofia | 19:14    | 18:17     |

## Finale
Das Hinspiel fand am 23. März 1980 in Belgrad und das Rückspiel am 30. März 1980 in Bratislava statt.
|                     | Gesamt |                              | Hinspiel | Rückspiel |
| ------------------- | ------ | ---------------------------- | -------- | --------- |
| RK Radnički Belgrad | 46:29  | TJ Inter Slovnaft Bratislava | 23:10    | 23:19     |